# Julius Grøntved
Julius Gröntved o Grøntved ( – ) fue un botánico, algólogo, y profesor danés. Realizó investigaciones de la flora y la vegetación en Dinamarca.

## Algunas publicaciones
- con Seidenfaden, Gunnar 1938. The Phytoplankton of the waters West of Greenland (The Godthaab Expedition 1928: Leader: Eigil Riis-Carstensen). Meddelelser om Grønland 82 (5): 1-380.

- 1940. Das Wattenmeer bei Skallingen: Physiographisch-biologische Untersuchung eines dänischen Tidengebietes. 2. Quantitative und qualitative Untersuchung des Mikroplanktons während der Gezeiten. Folia Geographica Danica 2 (2): 1-67.

- 1948. On the taxonomy of the Dinoflagellates in general. Biologiske Skrifter / Kongelige Danske Videnskabernes Selskab 6 (1): 1−67.

- con Bertelsen. 1949. The light organs of a bathypelagic fish Argyropelecus olfersi (Cuvier) photographed by its own light. Videnskabelige Meddelelser fra Dansk naturhistorisk Forening 111 (3): 163-167.

- 1949. Dansk botanisk literatur i 1944, 1945, 1946 og 1947 [Literatura danesa botánica 1944-1947]. Botanisk Tidsskrift 48 (3).

- 1949. Investigations on the phytoplankton in the Danish Wadden Sea in July 1941. Meddelelser fra Kommissionen for Danmarks Fiskeri- og Havundersøgelser: Serie Plankton 5(2):1-55.

- 1950. Phytoplankton studies. 1. Nitzschia frigida Grun., an Arctic-inner-Baltic diatom found in Danish waters. Biologiske Meddelelser / Kongelige Danske Videnskabernes Selskab 18, 1-19.

- Grøntved, J. (1950) Phytoplankton studies. 2. A new biological type within the genus Chaetoceros, Chaetoceros sessilis sp.nov. Biologiske Meddelelser / Kongelige Danske Videnskabernes Selskab 18 (17): 1-19.

- Grøntved, J. (1950) The phytoplankton of Præstø Fjord. Folia Geographica Danica 3 (6): 143−186.

- Grøntved, J. (1951) Thichophrya danae sp.nov., a suctorial protozoan from Greenland waters. Meddelelser om Grønland 142 (8).

- Grøntved, J. (1952) Investigations on the phytoplankton in the southern North Sea in May 1947. Meddelelser fra Kommissionen for Danmarks Fiskeri- og Havundersøgelser: Serie Plankton 5 (1): 1-49.

- Braarud, Trygve; Gaarder, Karen Ringdal & Grøntved, J. (1953) The phytoplankton of the North Sea and adjacent waters in May, 1948. Rapports et procès-verbaux des réunions / Conseil Permanent International pour l'Exploration de la Mer 133: 1−87.

- Grøntved, J. (1954) Planktological contributions I. Meddelelser fra Danmarks Fiskeri- og Havundersøgelser, N.S. 1 (8): 1−7.

- Grøntved, J. (1956) Planktological contributions II. Taxonomical studies in some Danish coastal localities. Meddelelser fra Danmarks Fiskeri- og Havundersøgelser, N.S. 1 (12): 1−13.
- Grøntved, J. (1957) A sampler for underwater macrovegetation in shallow waters. Journal du Conseil / Conseil Permanent International pour l'Exploration de la Mer 22: 293-297.

- Grøntved, J. & Steemann Nielsen, E. 1957: Investigations on the phytoplankton in sheltered Danish marine localities. Meddelelser fra Kommissionen for Danmarks Fiskeri- og Havundersøgelser: Serie Plankton 5: 1−52.
- Grøntved, J. (1958) Underwater Macrovegetation in Shallow Coastal Waters. Journal du Conseil / Conseil Permanent International pour l'Exploration de la Mer 24: 32-42.

- Grøntved, J. (1960) Planktological contributions IV. Taxonomical and productional investigations in shallow coastal waters. Meddelelser fra Danmarks Fiskeri- og Havundersøgelser N.S. 3 (1): 1−17.

- Grøntved, J. (1960) On the productivity of microbenthos and phytoplankton in some Danish fjords. Meddelelser fra Danmarks Fiskeri- og Havundersøgelser, N.S. 3 (3): 55-92.

- Grøntved, J. (1962) Preliminary report on the productivity of microbenthos and phytoplankton in the Danish Wadden Sea. Meddelelser fra Danmarks Fiskeri- og Havundersøgelser, N.S. 3 (12): 347-378.

- La abreviatura «J.Grøntved» se emplea para indicar a Julius Grøntved como autoridad en la descripción y clasificación científica de los vegetales.[2]